# محمد يعقوب العمر
محمد يعقوب العمر (مواليد 1984 في خان السبل، إدلب) صحفي وسياسي سوري شغل منصب وزير الإعلام في حكومة محمد البشير منذ 10 كانون الأول 2024 وذلك بعد سقوط نظام الأسد حتى إعلان التشكيل الوزاري حكومة أحمد الشرع في 29 آذار 2025.
قبل ذلك شغل منصب وزير الإعلام في حكومة الإنقاذ السورية في ولايتها السابعة من 2022 إلى 10 كانون الأول 2024.

## لمحة
ولد العمر في بلدة خان السبل بمحافظة إدلب، وهو حاصل على إجازة في العلوم السياسية ويدرس الماجستير في الصحافة والإعلام.
انضم محمد العمر إلى الثورة السورية عام 2011 وأصبح ناشطًا في التعبئة العامة. من عام 2012 إلى عام 2019 لعب دورًا كبيرًا في تغطية المعارك الكبرى في شمال سوريا كصحفي.
عمل عضوا في المكتب الإعلامي لجيش الفتح وساهم في إنشاء مديرية الإعلام داخل حكومة الإنقاذ السورية. في عام 2019 شارك في تأسيس شبكة شام الإخبارية، التي تركز على تقديم الأخبار من المناطق التي تسيطر عليها المعارضة.
في عام 2024 بعد سقوط نظام الأسد والقرار بأن وزراء حكومة الإنقاذ سيشغلون نفس الأدوار في الحكومة الانتقالية حتى آذار 2025 شغل محمد العمر منصب وزير الإعلام في الحكومة الانتقالية السورية برئاسة محمد البشير.